# Anna Mercadé i Ferrando
Anna Mercadé Ferrando (Barcelona 1949) és una empresària i promotora dels drets de les dones catalana.
Filla de la cantant d'òpera Dolors Ferrando, es llicencià en Filosofia i Lletres i en Pedagogia. Pionera del moviment feminista català sota el franquisme, participà en l'organització de les Jornades Catalanes de la Dona de 1976 i va crear l'Associació Catalana de la Dona.
Professionalment s'ha centrat a la formació i l'assessorament per a la promoció de la dona en el món empresarial. Dirigeix l'Observatori Dona, Empresa i Economia de la Cambra de Comerç de Barcelona.
L'any 2020 ha estat guardonada amb la Creu de Sant Jordi. El març de 2023, va ser una de les personalitats homenatjades per l'Ajuntament de Barcelona en la campanya Ciutat de Dones.